# Ryō Miyazaki
Ryō Miyazaki (宮崎 亮, Miyazaki Ryō) est un boxeur japonais né le 20 août 1988 à Ōta.

## Carrière
Champion du Japon des poids mi-mouches en 2009 et d'Asie OPBF en 2010, il remporte le titre vacant de champion du monde des poids pailles WBA le 31 décembre 2012 après sa victoire aux points contre Pornsawan Porpramook.  Miyazaki conserve son titre le 8 mai 2013 en battant au 5e round Carlos Velarde puis Jesus Silvestre aux points le 11 septembre 2013.
Il est en revanche battu par KO au 3e round le 31 décembre 2013 par Fahlan Sakkreerin Jr. Bien que ce combat soit sans titre en jeu, il sera déclaré vacant par la WBA peu après.